# Dean Saunders
Dean Nicholas Saunders, född 21 juni 1964 i Swansea, är en walesisk före detta fotbollsspelare som nu är tränare. Under sin karriär spelade han bland annat för Liverpool, Aston Villa, Galatasaray och Benfica. För Wales landslag gjorde han 75 matcher och 22 mål, vilket gör honom till den spelare i Wales som gjort tredje flest matcher och fjärde flest mål i landslaget.
Efter spelarkarriären har han bland annat varit tränare i Doncaster Rovers och Wolverhampton, där han var verksam när båda lagen blev relegerade till League One.

## Spelarkarriär
Dean Saunders kom till Swansea City 1980, men klev inte upp i A-laget förrän 1982. Hans debut kom säsongen efter då han gjorde 3 mål på 19 matcher, en säsong då Swansea åkte ner till Third Division. Saunders lämnade klubben på free transfer 7 augusti 1985 då han istället skrev på för Brighton & Hove Albion.
I Brighton & Hove gjorde han succé när han under sin första säsong i klubben gjorde totalt 19 mål och blev dessutom utsedd till "Årets spelare". Under säsongen 1986/87 gjorde han bara sex mål innan han blev såld till Oxford United för 60,000 pund. Där blev det genast succé för Saunders som gjorde sex mål på dom resterade 12 matcherna och höll Oxford kvar i First Division. Säsongen 1987/88 så åkte Oxford ner trots 12 mål från Saunders och inför nästkommande säsong enades Oxfords ordförande samt tränare Mark Lawrenson om att bara sälja Saunders om inte Oxford gick upp direkt. Dock så såldes Saunders redan 1 oktober 1988 för 1 miljon pund till Derby County vilket gjorde att Lawrenson avgick i protest mot försäljningen.
Dean Saunders gjorde sin debut för Derby 29 oktober 1988 i en ligamatch mot Wimbledon, då han gjorde två mål. Under sin första säsong i klubben gjorde han 14 mål då Derby County slutade femma, klubbens högsta placering sedan dmo vann ligan 1975. Under säsongen 1990/91 så gjorde Saunders hela 19 ligamål, men trots det slutade Derby hopplöst sist med bara fem segrar på hela säsongen. Många klubbar var intresserade, bland annat Everton och Aston Villa, men till slut hamnade Saunders i Liverpool, där han skulle bilda anfallspar med Ian Rush.
Under sin första säsong i Liverpool vann han FA-cupen under Graeme Souness. 18 september 1991 blev Sounders den första Liverpool spelaren som gjorde fyra mål i en europeisk cup, när Liverpool besegrade finska Kuusysi Lahti med 6-1 i UEFA-cupen.
1 september 1992 blev Dean Sounders den dyraste spelaren i Aston Villas historia när han köptes från Liverpool för 2,5 miljoner pund. I Aston Villa gjorde Sounders sex mål på sina fyra första matcher, bland annat två i sin debutmatch, mot just Liverpool. Han bildade ett starkt anfallspar med först Dalian Atkinson och senare Dwight Yorke, när Aston Villa kom tvåa i Premier League efter Manchester United. Han avslutade sin debutsäsong på totalt 16 gjorda mål. 1994 vann han Engelska ligacupen efter att själv ha gjort två mål i finalen mot Manchester United. Under säsongen 1994/95 gjorde Sounders 17 mål och blev av fansen framröstad till "Årets spelare" i klubben.
När Brian Little tog över som tränare för Aston Villa såldes Sounders till turkiska Galatasaray, där han återförenades med sin gamla Liverpool tränare Graeme Souness. Han spelade bara en säsong och gjorde 15 mål på 27 matcher. Han återvände sedan till England för spel med Nottingham Forest. Han lämnade Nottingham efter bara fem mål på 43 matcher och skrev på Sheffield United där han stannade i två år. Han flyttade därefter utomlands till SL Benfica (med Souness som tränare). Efter en säsong i Portugal så skrev han på för nyuppflyttade Bradford City. Andra säsongen så åkte Bradford ur Premier League och Saunders valde då att sluta med fotbollen.

## Internationell karriär
Dean Sounders gjorde sin debut för Wales i en vänskapsmatch mot Irland 26 mars 1986. Under sin karriär så gjorde han 22 mål i landslaget vilket är fjärde mest efter Ian Rush, Ivor Allchurch och Trevor Ford. Hans sista landskamp kom mot Ukraina 28 mars 2001.

## Tränarkarriär
I maj 2003 blev han coach i Blackburn Rovers där huvudtränaren var Graeme Souness som Saunders själv hade som tränare i många klubbar under sin aktiva karriär. När Souness gick vidare till Newcastle United 2004 följde Saunders med. Där stannade han tills 2 februari 2006 då Souness blev sparkad från klubben tillsammans med resten av tränarstaben.
I juni 2007 blev Sounders utsedd till assisterande tränare under John Toshack för Wales, en roll som han hade till dess att Toshack lämnade i september 2010.

### Wrexham
2 oktober 2008 tog Sounders över som huvudtränare i Conference National-laget Wrexham, efter att Brian Little blev sparkad. Dean Sounders fick den bästa starten som en manager någonsin har fått i Wrexham med fem inledande segrar. Trots två mittenplaceringar under sina första år i klubben så man playoff under säsongen 2010/11, där man dock åkte ut efter totalt 5-1 mot Luton Town i semifinalen. Wrexham började även starkt kommande säsong och låg på andra plats efter tio matcher, innan Sounders gick över till Doncaster Rovers i Championship.

### Doncaster Rovers
Dean Sounders blev ny tränare för Doncaster Rovers 23 september 2011 efter att klubben sparkat Sean O'Driscoll. I sin debut vann Doncaster sin första match för säsongen när man slog Crystal Palace med 1-0. Sounders försök att hålla kvar Doncaster i Championship gick dock inte och man blev klara för nedflyttning till League One efter en 4-3-förlust mot Portsmouth 14 april 2012. Säsongen 2012/13 så ledde Doncaster League One i början av januari, men Doncaster lät trots det Sounders prata med Wolverhampton Wanderers om att bli klubbens nya manager.

### Wolverhampton Wanderers
7 januari 2013 presenterades Sounders som ny tränare efter Ståle Solbakken. Dean Sounders tog även med sig sin assisterande tränare Brian Carey samt fystränaren Mal Purchase från Doncaster. Trots att Sounders trodde på att Wolverhampton fortfarande kunde ta sig tillbaka till Premier League så dröjde det tills hans tionde match innan första segern kom. I säsongens sista match så stod det klart att Wolverhampton degraderas från Championship efter en förlust mot Brighton & Hove Albion. Tre dagar senare stod det klart att hans kontrakt inte kommer att förlängas.

## Meriter

### Som spelare
Liverpool
- FA-cupen: 1992

Aston Villa
- Engelska ligacupen: 1994

Galatasaray
- Turkiska cupen: 1996

## Statistik som tränare
Uppdaterad: 4 maj 2013
| Lag                     | Nat     | Från              | Till              | Matcher | Matcher | Matcher | Matcher | Matcher |
| Lag                     | Nat     | Från              | Till              | M       | V       | O       | F       | Vinst % |
| ----------------------- | ------- | ----------------- | ----------------- | ------- | ------- | ------- | ------- | ------- |
| Wrexham                 | Wales   | 2 oktober 2008    | 23 september 2011 | 155     | 64      | 44      | 47      | 41,29   |
| Doncaster Rovers        | England | 23 september 2011 | 6 januari 2013    | 73      | 26      | 18      | 29      | 35,62   |
| Wolverhampton Wanderers | England | 7 januari 2013    | 7 maj 2013        | 20      | 5       | 5       | 10      | 25,00   |
| Totalt                  | Totalt  | Totalt            | Totalt            | 248     | 95      | 67      | 86      | 38,31   |